# Gaggiano
Gaggiano (AFI: /ɡaʤˈʤano/; Gaggian in dialetto milanese, AFI: [ɡaˈʤãː], localmente Gasgian AFI: [ɡazˈʤãː]) è un comune italiano di 9 451 abitanti della città metropolitana di Milano in Lombardia. 
È attraversato dal Naviglio Grande ed è situato a sud-ovest del comune di Milano.

## Geografia fisica

### Territorio
Il territorio di Gaggiano è prevalentemente pianeggiante ed è situato nel Parco Agricolo Sud di Milano. Ha un'estensione di 26,7 km².

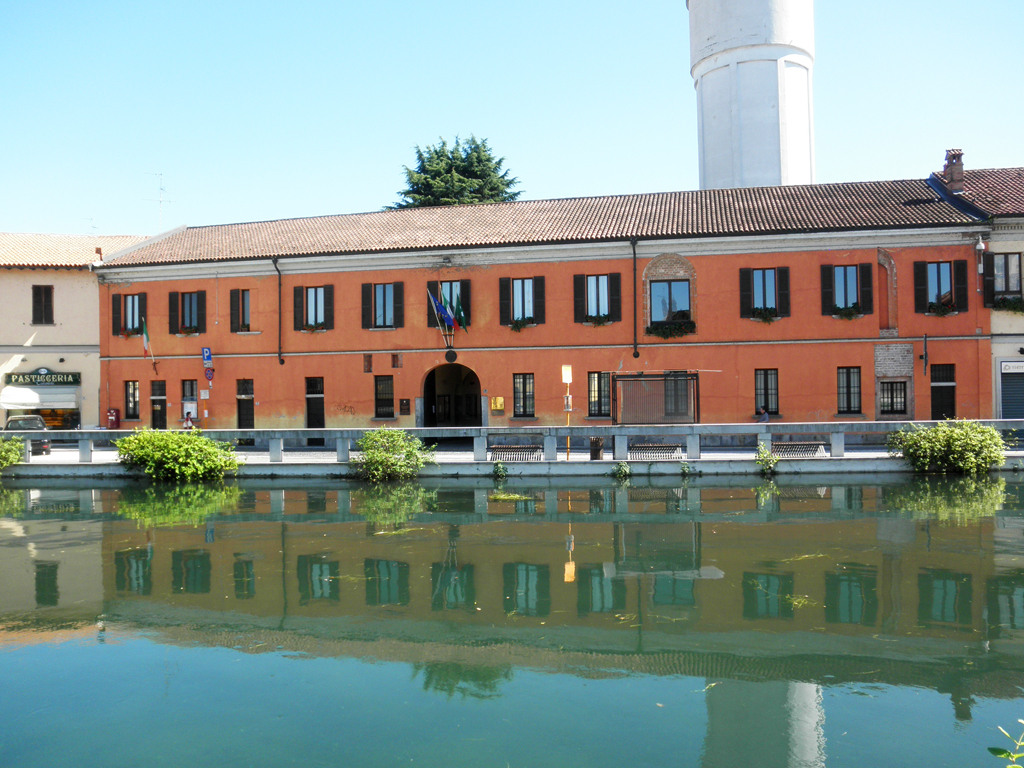
Il Municipio di Gaggiano si affaccia sul Naviglio Grande.

Inoltre Gaggiano gode di essere uno dei comuni più verdi dell'hinterland milanese, infatti solo il 20% del territorio è stato consumato mentre il restante è impiegato nell'agricoltura. Il paese è attraversato dal Naviglio Grande; questo corso d'acqua derivato dal Ticino la cui costruzione risale al 1177, era chiamato navigium de Gaggiano o de Gazano ed in un primo tempo arrivava fino a Castelletto di Abbiategrasso e solo nel 1233 venne fatto proseguire sino a Gaggiano e Trezzano. È presente anche il lago Boscaccio, un piccolo lago artificiale al confine con il comune di Trezzano sul Naviglio. 

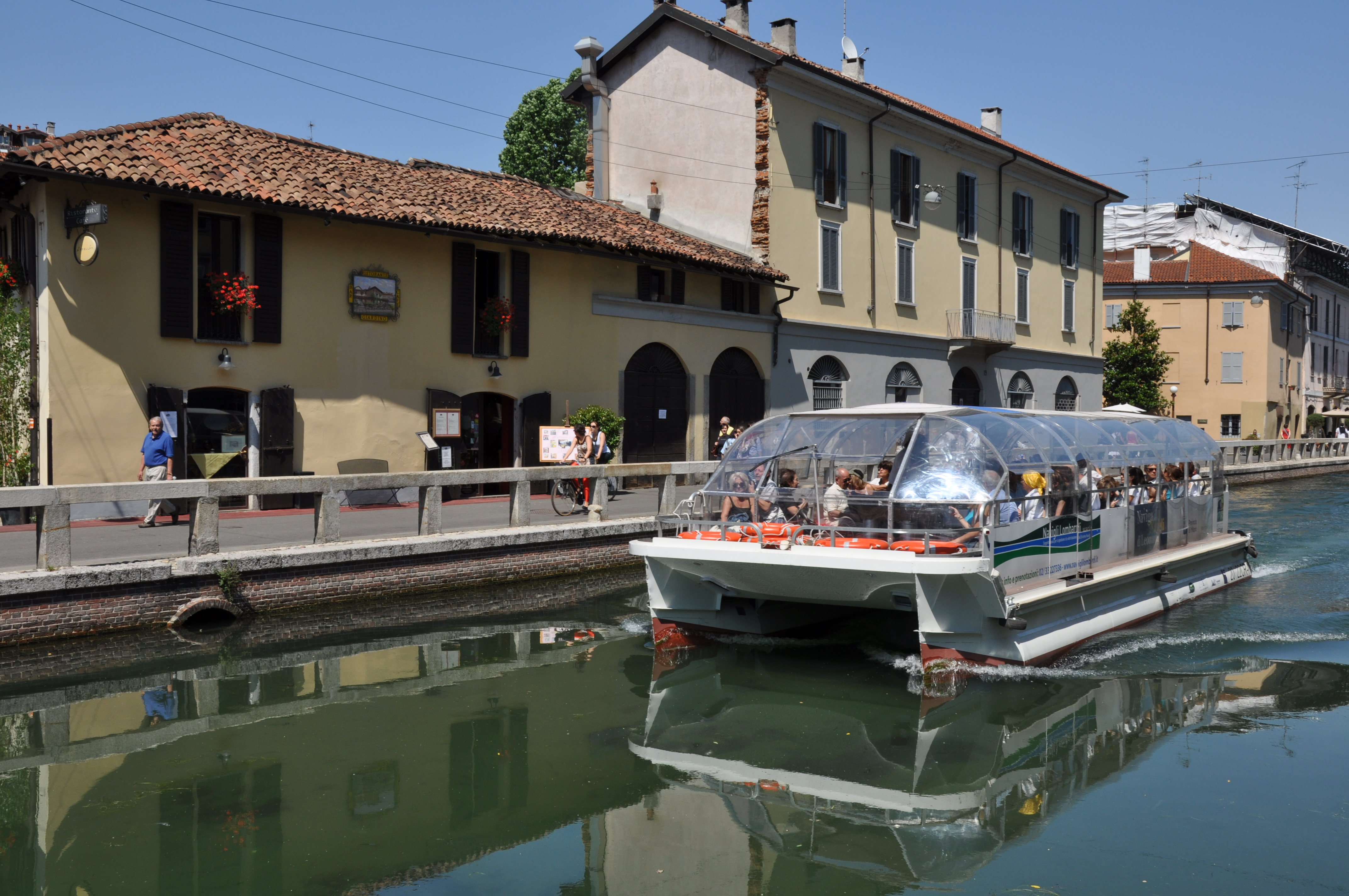
Naviglio Grande a Milano.

## Storia
Lo sviluppo storico degli insediamenti ha origine dalle cascine legate ai diversi poderi, poiché le più importanti erano divenute sedi di parrocchie con giurisdizioni territoriali ben delimitate; così si possono ritrovare, già nel XII secolo, le chiese di Fagnano, Barate, Gazano, Montano, Bonirola, San Vito, Sporzano e Vigano. Gaggiano è ricordato, nel 1146, in vari istrumenti relativi ai terreni che certi Girardo e Giovanni Boccardi di Milano tenevano per feudo. È noto che un Alberto da Gaggiano, prevosto di Lodi, ricevette nel 1168 dall'arcivescovo milanese San Galdino l'intimazione di scostarsi dal partito dello scismatico Federico Barbarossa e che questo Imperatore, nel marzo 1159, mentre preparava una imboscata contro i milanesi, aveva messo a Gaggiano parte delle truppe dei suoi alleati. Nel 1274 il Carroccio dei milanesi sostò a Gaggiano mentre era diretto contro i pavesi.
Nel 1771 Gaggiano aveva 945 abitanti, ma nel 1805 era crollato a 551 residenti. Nel 1786 il comune di Gaggiano fu inserito nella provincia di Pavia. All'inizio del XIX secolo già si notava una tendenza dei piccoli comuni limitrofi a confluire in Gaggiano: nel 1809 arrivò l'annessione di Bonirola, mentre nel 1811 inglobò d'un colpo Barate, Cascina Donato del Conte, Fagnano, San Vito e Vigano, arrivando all'estensione attuale con 2 237 abitanti. Il tutto fu però annullato dal ritorno degli austriaci nel 1815. La loro cacciata riaprì il processo storico: vi è infatti traccia nell'archivio comunale di un atto del 27 gennaio 1867 del Comune di Bonirola portante il n. 3 delle Deliberazioni con la quale si approva il concentramento del comune con quello di Gaggiano "… ritenuto che per la poca popolazione di questo comune non puossi mantenere la propria autonomia". Finalmente, nel 1869, con Decreto Reale del 7 marzo di quell'anno i vari comuni delle frazioni vengono soppressi e concentrati nel comune di Gaggiano.
Riguardo al nome, una leggenda popolare vuole che l'abitato fosse stato chiamato Gaggiano perché vi erano molte gazze (in antichità era infatti chiamato ancora più esplicitamente Gazzano); il nome, ad ogni modo, potrebbe anche essere derivato dalla parola longobarda gehage che significa "bosco recintato" (il paese si trovava infatti ai margini di un bosco che iniziava a Cesano Boscone).
Nella frazione di Barate, nacque il bisnonno di papa Francesco, Pietro Giovanni Gogna, che venne al mondo presso la cascina Meraviglia, il 29 aprile 1849. Pietro Giovanni ricevette il battesimo il giorno dopo la nascita, nella chiesa di Sant'Andrea Apostolo, da don Gaetano Zuffi, parroco di Barate, dal 1845 al 1859. La figlia di Gogna e nonna del papa, Maria, si trasferì in Argentina e, dall'unione con Francesco Sivori, nacque Maria Regina, la quale a sua volta si sposò con Mario Bergoglio. Quest'ultimi due sono i genitori di Papa Francesco, nato nel 1936 a Buenos Aires.

### Simboli
Lo stemma del Comune di Gaggiano è stato concesso con regio decreto del 20 gennaio 1938.
(R.D. 20 gennaio 1938)
Il ramo di rose deriva dello stemma della famiglia lombarda dei Varesi di Rosate poiché Gaggiano avrebbe fatto parte della pieve di Rosate, concessa in feudo, nel 1493, dal duca di Milano Gian Galeazzo Maria Sforza ad Ambrogio Varese da Rosate. La figura della gazza è posta per assonanza con l'antico toponimo Gazano.
Il gonfalone, concesso con DPR del 27 gennaio 1966, è un drappo di bianco.

## Monumenti e luoghi d'interesse

### Architetture religiose

#### Chiesa di Sant'Invenzio

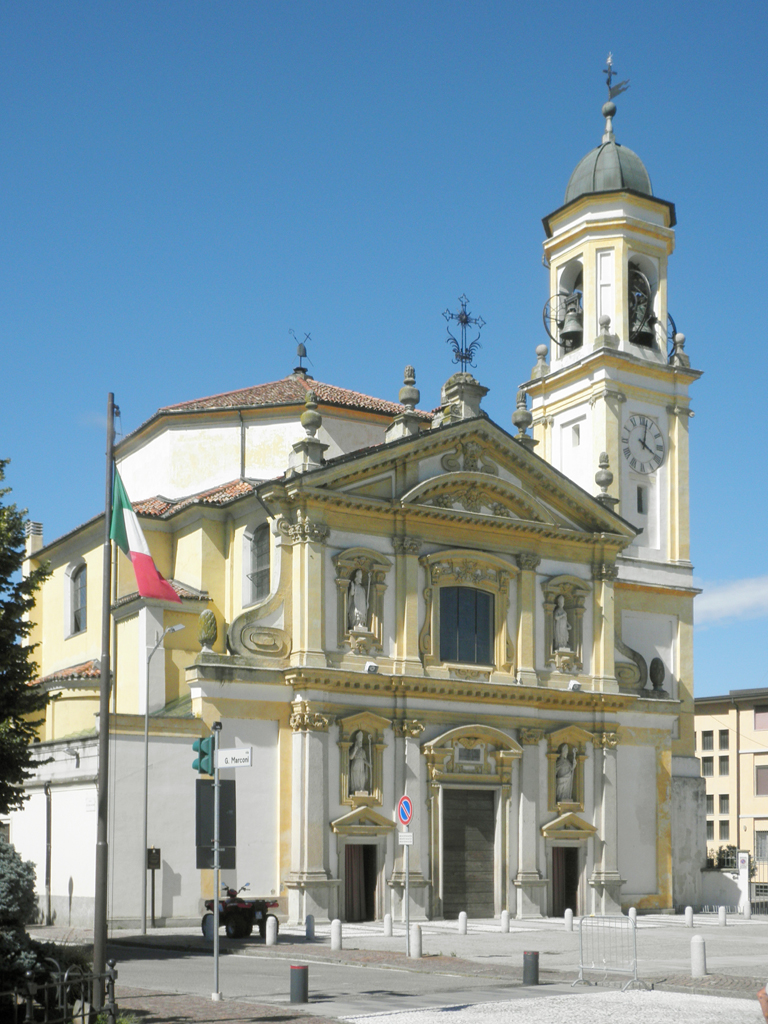
Il santuario di Sant'Invenzio

Accanto al ponte che supera il Naviglio Grande, un ampio sagrato, dà spazio alla facciata barocca della chiesa ex-parrocchiale di Sant'Invenzio in Gaggiano. I due toni di colore dell'intonaco (bianco e ocra) sottolineano le cornici di porte e finestre, le lesene che disegnano la facciata, il timpano triangolare che corona l'insieme, gli stipiti del campanile, facendo risaltare stucchi e statue. La sua edificazione è datata nel 1620, ma la chiesa ha certamente origini più lontane visto che è documentata dal XII secolo, mentre qualche ampliamento fu messo in opera più tardi, nel 1758, da Giulio Galliori.
L'interno ha affreschi ottocenteschi, ma sopra l'altare della Madonna, alla sinistra dell'entrata, si trova un pregevole affresco quattrocentesco raffigurante la Madonna delle Grazie col Bambino il quale è stato meta di notevoli pellegrinaggi in quanto ritenuto miracoloso. L'evento straordinario, narrato dalle cronache locali, riporta infatti che durante i lavori di rifacimento della chiesa nel 1620, in pieno giorno, mentre i muratori stavano eseguendo dei lavori sulla volta della chiesa, il tetto del tempio sacro crollò rovinosamente in tutta la sua lunghezza non mietendo però alcuna vittima né tra i fedeli, né tra i passanti, né tra i lavoranti della chiesa, lasciando intatto solamente il dipinto raffigurante la Madonna col Bambino che da allora ha assunto una qualifica miracolosa.
Il campanile è alto 34 metri e possiede un concerto di 6 campane in Reb3.

#### Chiesa parrocchiale Santo Spirito

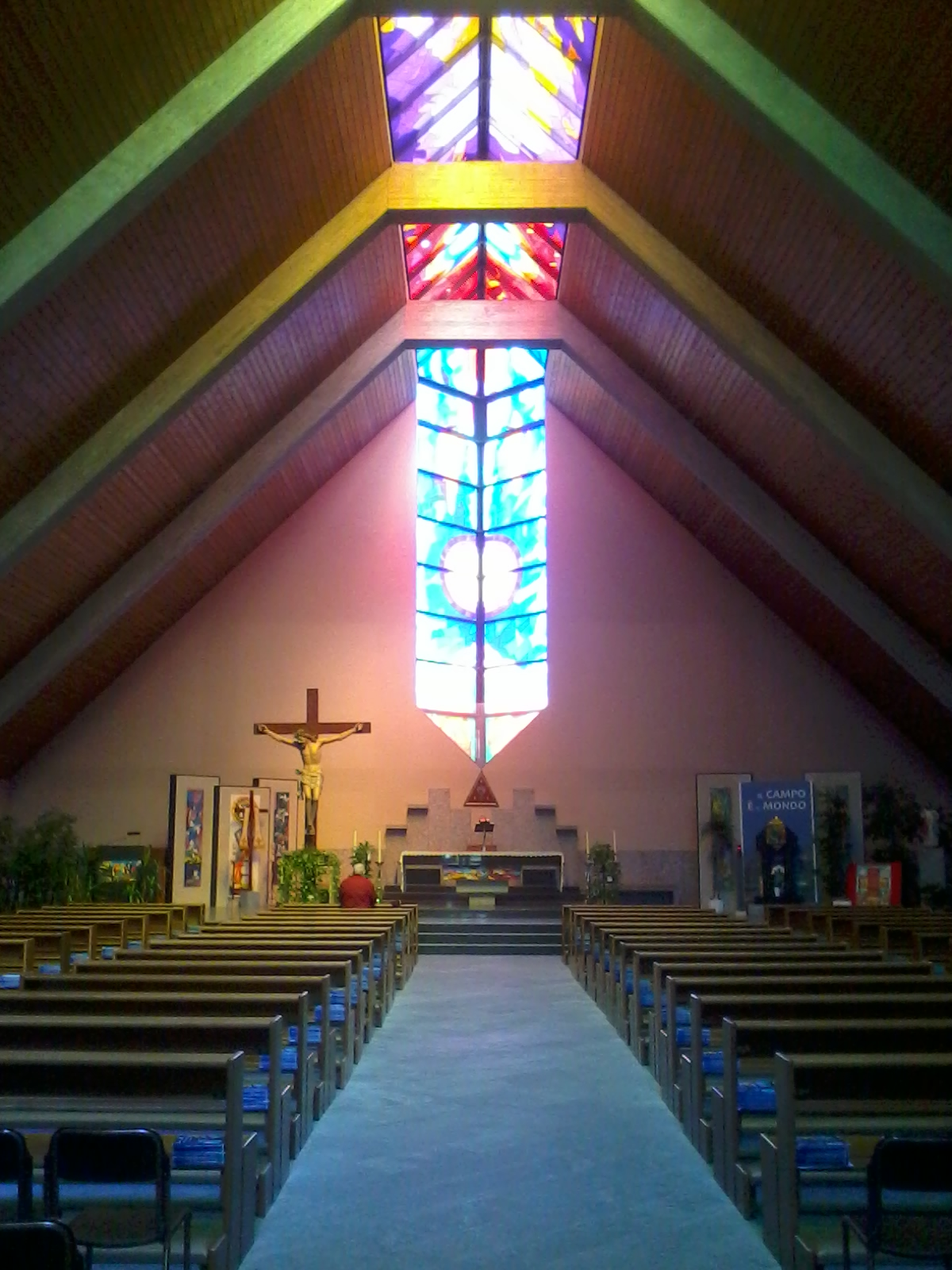
L'interno della moderna chiesa parrocchiale

La chiesa parrocchiale di Gaggiano è dedicata allo Spirito Santo ed appare come una struttura moderna per il culto. La precedente chiesa parrocchiale era l'attuale santuario di Sant'Invenzio, da cui la sede parrocchiale venne spostata il 13 ottobre 1990 con la consacrazione della nuova chiesa ad opera di monsignor Teresio Ferraroni, all'epoca vescovo di Como ma gaggianese di nascita.
I lavori erano però iniziati con la posa della prima pietra l'8 giugno 1986 ed il criterio di costruzione era stato quello di utilizzare due elementi della moderna edificazione come il cemento armato ed il vetro, traendone una struttura a capanna sul modello dei cascinali lombardi.
Un'unica grande vetrata che inizia da sopra l'ingresso, copre tutta la volta della chiesa e raggiunge l'abside, è stata realizzata dal pittore Giorgio Ortelli dell'Accademia di Brera a Milano che ha curato anche la realizzazione della via crucis della medesima chiesa, ricavata da finestrelle laterali che danno luce all'ambiente interno.

#### Chiesa dei Santi Eugenio e Maria a Vigano Certosino

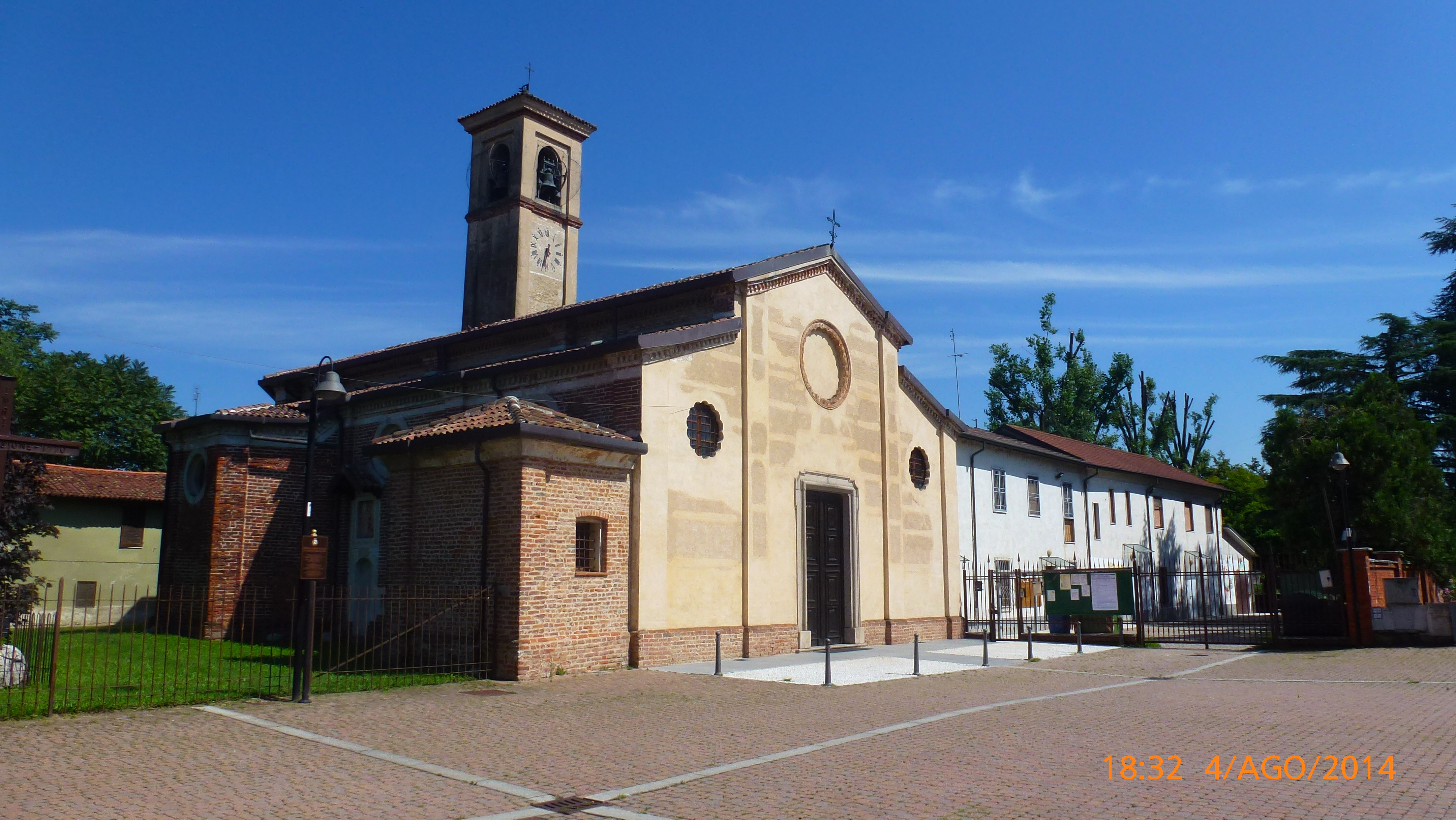
Chiesa dei Santi Eugenio e Maria a Vigano Certosino

Di fianco alla Certosa di Vigano sorge la chiesa parrocchiale, dedicata ai Santi Eugenio e Maria, si è sempre considerato come dati di edificazione il 1499, ma da accurati studi delle documentazioni la sopracitata data è da considerarsi come quella dell'ampliamento della chiesa, che perciò è più antica.
Fu costruita ad una sola navata con un soffitto a cassettoni; più tardi essendo insufficiente per la popolazione furono aggiunte due navate laterali con il soffitto a volta. Essendosi poi guastato il soffitto a cassettoni, anche alla navata centrale fu dato un soffitto a volta ad imitazione delle navate laterali. Nonostante queste trasformazioni la chiesa conserva la più pura e antica forma dello stile romano-lombardo. Molto particolare la facciata, con affreschi di Bernardino De' Rossi. A Vigano, presso la cascina Sporzano, è inoltre presente un oratorio di stile romanico anch'esso dedicato a Sant'Eugenio, la cui proprietà rimane ancora oggi privata. La chiesa è invero anche catastalmente separata dalla vicina cascina.

#### Chiesa di San Vito (fraz. San Vito)
Compresa nel territorio di San Vito, frazione di Gaggiano, la chiesetta ha origini duecentesche ed è stata recentemente restaurata.

### Architetture civili

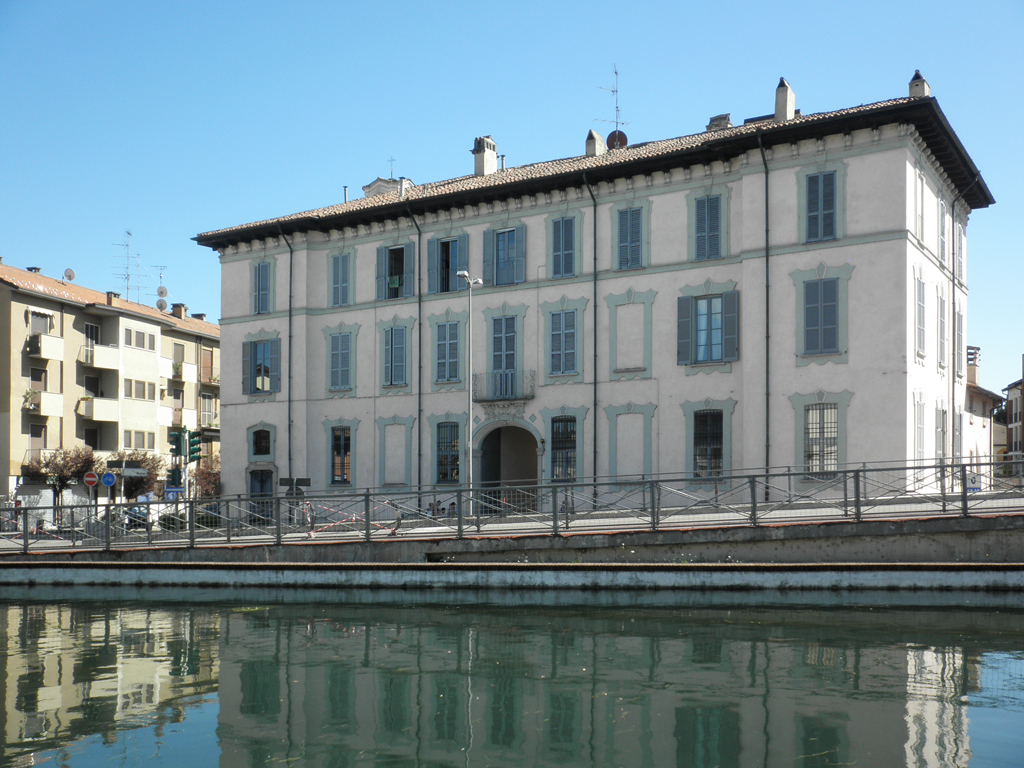
Il Palazzo Venini Uboldi visto dal Naviglio

#### Palazzo Venini Uboldi
Il Palazzo Venini Uboldi è un grandioso edificio settecentesco affacciato sul Naviglio Grande e conserva ancora l'originaria pianta a "U". La facciata è caratterizzata da alte finestre distribuite in modo regolare e da una colorazione accesa che mette in risalto gli elementi a stucco e le rifiniture.
All'interno si trova un oratorio privato del 1760 fatto eseguire da Francesco Venini che fu tra i proprietari del complesso.
Attualmente il palazzo è stato frazionato in appartamenti privati.

#### Villa Marino
Più lontana dal Naviglio Grande, Villa Marino è una residenza di campagna risalente in alcune sue basi all'inizio del Cinquecento e fatta realizzare probabilmente da Massimiliano Stampa. Lo stabile venne successivamente acquistato come dimora estiva dal finanziere genovese Tommaso Marino (da cui il nome), divenuto ben più famoso a Milano per aver commissionato la costruzione di Palazzo Marino, oggi sede del comune della metropoli lombarda.
La leggenda vuole che in questo palazzo il conte Marino uccise la splendida e giovane moglie, Ara Cornaro originaria di Venezia. Secondo altri, l'uxoricidio sarebbe stato invece perpetrato da Niccolò Marino, figlio di Tommaso, ai danni della consorte Luisa De Lugo Herrera, figlia dell'allora prefetto delle Isole Canarie.
Oggi la villa è una residenza privata.

#### Palazzo Doria Borromeo Medici
Situato nella frazione di Fagnano (circa 3 km dall'abitato di Gaggiano), la villa è una costruzione del Cinquecento caratterizzata da tre piccole torri in avancorpo e rappresenta uno dei migliori esempi di architetture di passaggio tra il castello medievale e la villa gentilizia nell'area.

#### Cascina di Donato del Conte
La cascina è rinomata nel territorio soprattutto per la splendida Cappella della Vergine risalente al 1482, con affreschi dell'epoca.

### Musei
- Museo della Guerra Bianca

## Società

### Evoluzione demografica
- 250 nel 1751
- 945 nel 1771
- 551 nel 1805
- 749 nel 1809 dopo annessione di Bonirola
- 2237 nel 1811 dopo annessione di Barate, Cassina di Donato del Conte, Fagnano, San Vito e Marta e Vigano
- 847 nel 1853
- 822 nel 1859
- 942 nel 1861

Abitanti censiti

## Cultura

### Beltrame

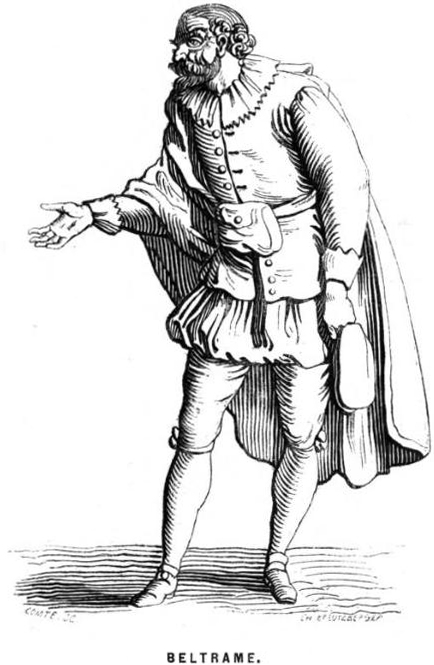
Costume completo del Beltrame

Beltrame è una maschera di origine milanese nata nel XVII secolo.
Spesso conosciuto con il soprannome di Beltrame de Gaggian (da Gaggiano), borgata della bassa milanese da cui trae origine, o anche "de la Gippa", per via della ampia casacca che solitamente indossa, rappresenta il personaggio del contadino stolto e fanfarone, capace solo di commettere grandi stupidaggini, volendosi mostrare più signore di quanto non sia.
Beltrame impersonava tutte le parti di marito e veniva caratterizzato come un "compare furbo e astuto".
Secondo la tradizione il personaggio deve la sua nascita all'illustre attore Niccolò Barbieri (Vercelli, 1576) che fece parte della Compagnia degli Accesi al servizio del Duca di Mantova.
Rimasta per molto tempo la maschera milanese per antonomasia, lascerà in seguito il posto a Meneghino.

## Amministrazione
- Giuseppe Gatti, sindaco dal 1970 al 2004 (DC, poi sostenuto da PDS).[13]

| Periodo        | Periodo        | Primo cittadino | Partito                           | Carica  | Note |
| -------------- | -------------- | --------------- | --------------------------------- | ------- | ---- |
| 14 giugno 2004 | 26 maggio 2014 | Franco Miracoli | Lista civica                      | Sindaco |      |
| 28 maggio 2014 | 9 giugno 2024  | Sergio Perfetti | Lista civica Insieme per Gaggiano | Sindaco |      |

### Gemellaggi
- Albertirsa
- Bourg-Saint-Andéol

## Geografia antropica
Secondo lo statuto comunale, il territorio comunale comprende, oltre al capoluogo, le frazioni di Barate, Bonirola, Fagnano, San Vito e Vigano Certosino.
Secondo l'ISTAT, il territorio comunale comprende il centro abitato di Gaggiano, le frazioni di Barate, Fagnano, San Vito e Vigano, e le località di Cascina Donato del Conte, Cascina Guzzafame, Cascina Montano, Cascina Nibbio, Cascina Rosa, Cascina Sporzano e Isola Bettolina.

## Infrastrutture e trasporti
Gaggiano è collegata a Milano mediante la strada statale 494 Vigevanese.

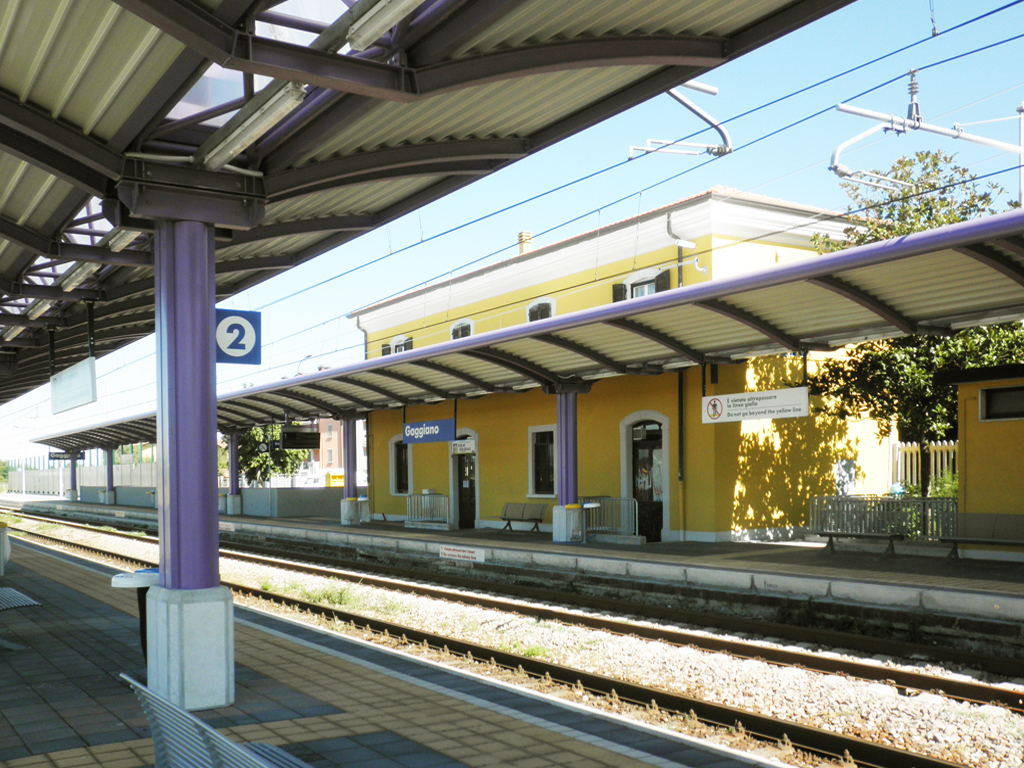
La Stazione di Gaggiano

La stazione di Gaggiano, posta sulla linea Milano–Mortara, è servita dai treni della linea S9 (Saronno-Milano–Albairate) del servizio ferroviario suburbano di Milano svolto da Trenord nell'ambito del contratto di servizio stipulato con la Regione Lombardia.
Fra il 1914 e il 1956 la città era servita da una fermata della tranvia Milano-Corsico-Abbiategrasso.
Il collegamento automobilistico fra Abbiategrasso e Milano (Romolo M2) è svolto dalla società STAV.

## Galleria d'immagini

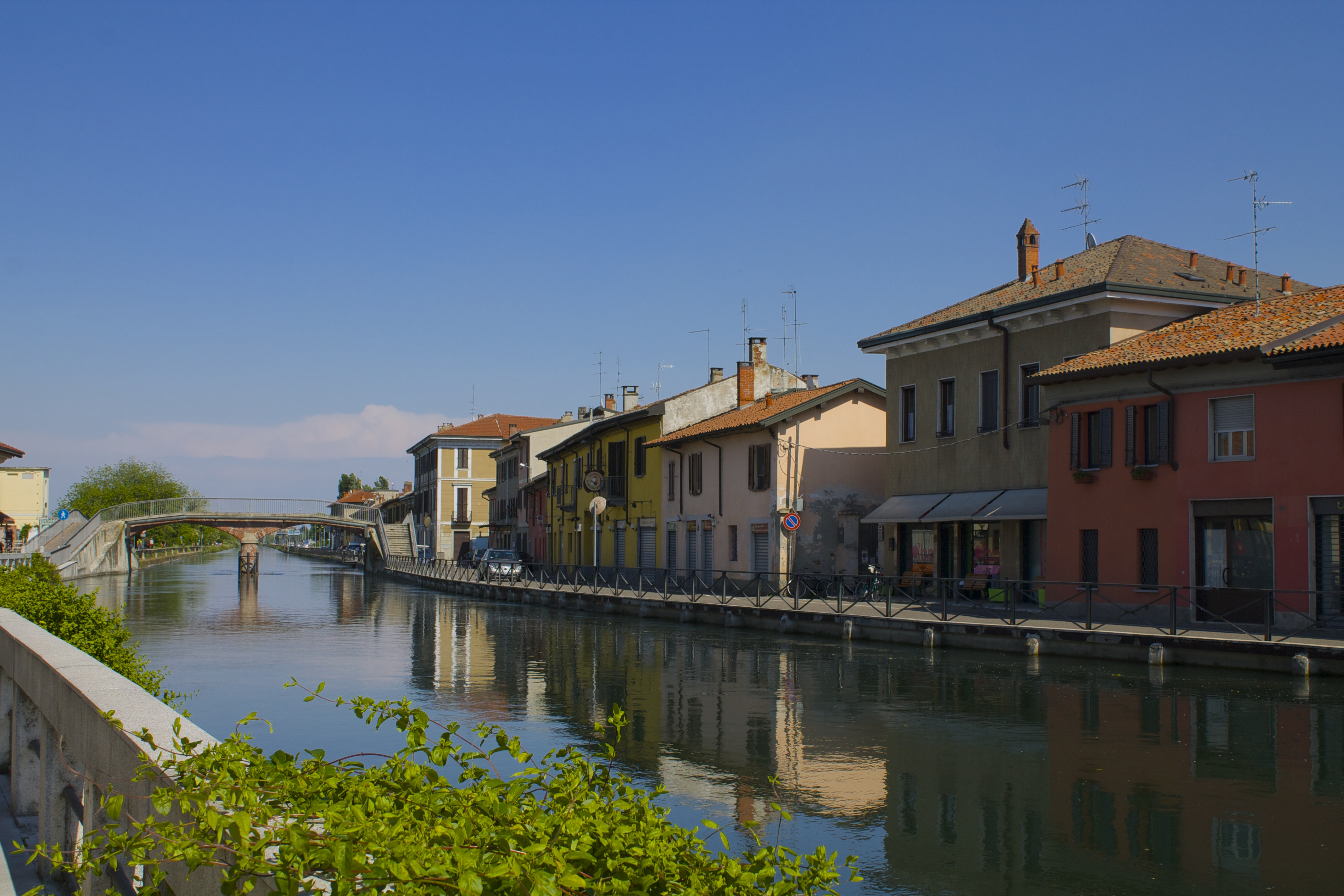
Naviglio Grande
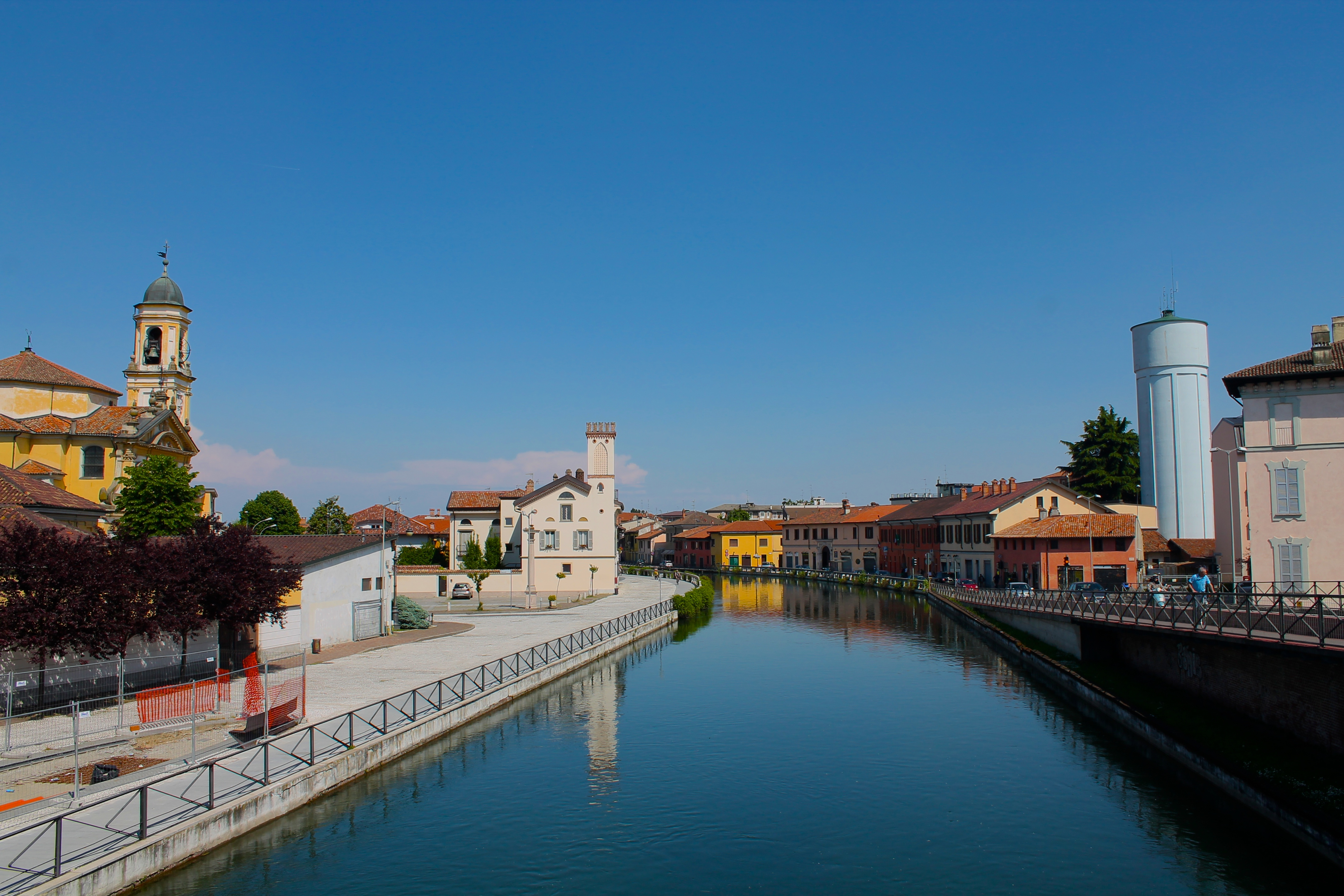
Il Naviglio Grande
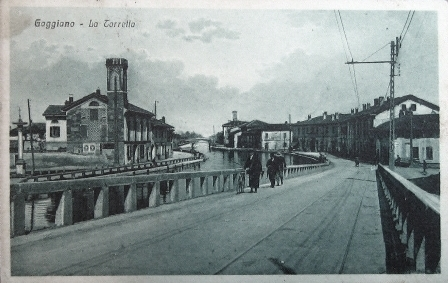
Cartolina d'epoca
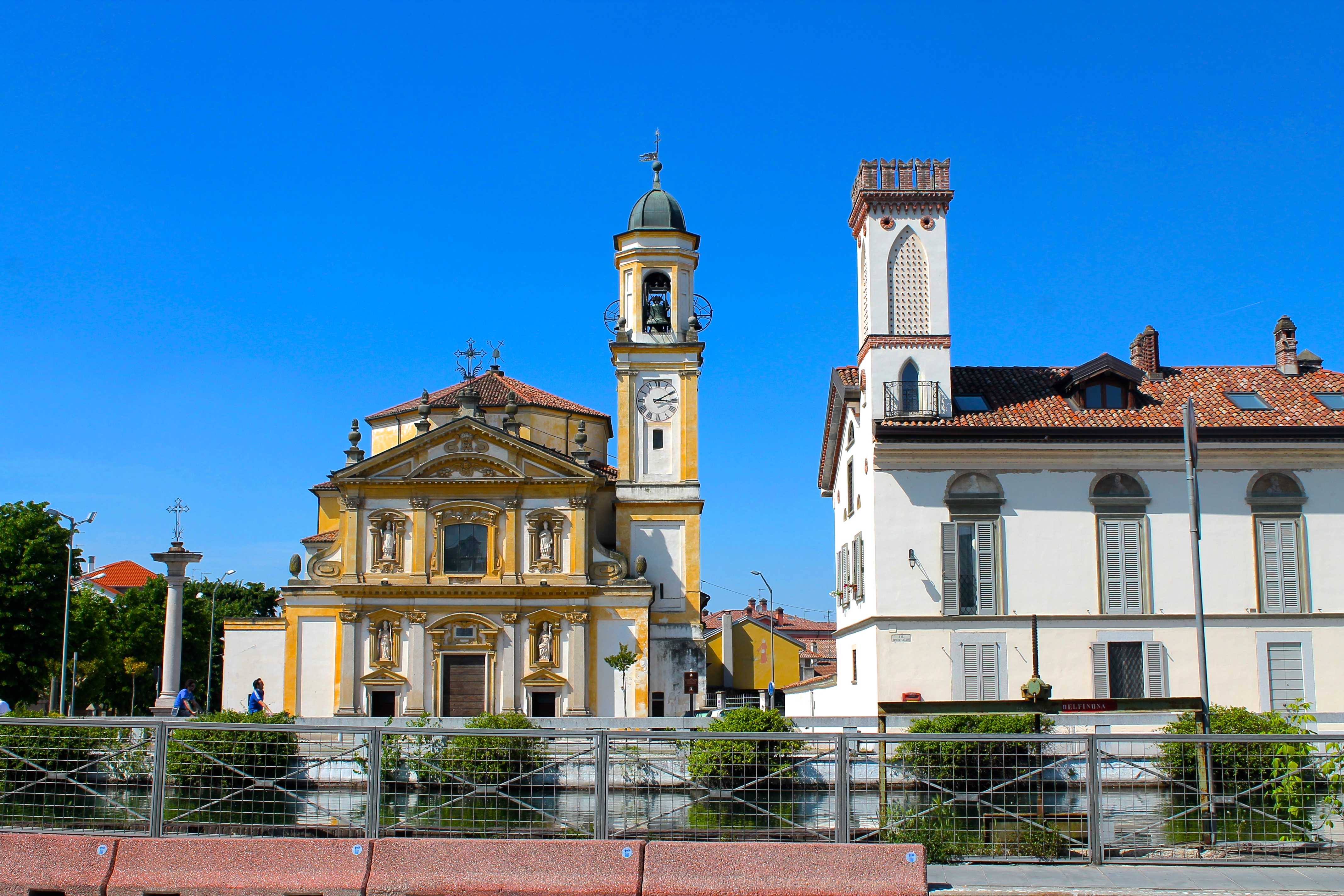
Veduta centro